# Papiergaren

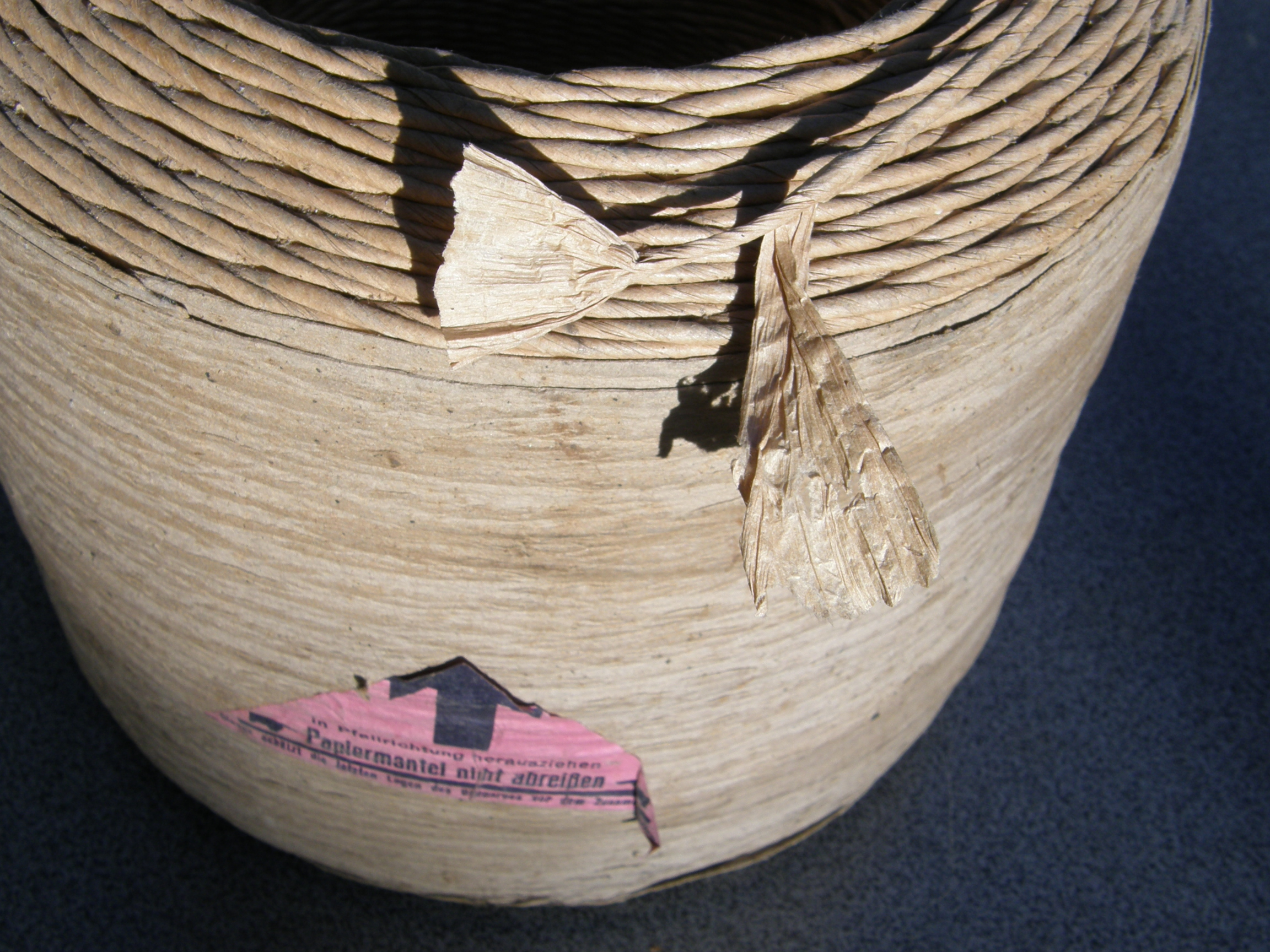
Papercord, papierkoord of papiertouw

Papiergaren is een soort garen dat vervaardigd is uit papier.
Papiergaren wordt vervaardigd door rollen papier in repen te snijden, deze repen dubbel te vouwen en dan tot strengen te draaien. Deze strengen worden ten slotte met textielverf gekleurd.
Papiergaren kan alle productiestappen ondergaan die ook met andere garens worden gebezigd, zoals breien of weven. Ook kan het met andere materialen worden gecombineerd. Een kenmerkende eigenschap van papiergaren is dat het niet pluist.